# 利特爾頓 (緬因州)
利特爾頓（英語：Littleton）是一個位於美國緬因州阿魯斯圖克縣的市鎮。

## 人口
根據2020年美國人口普查的數據，利特爾頓的面積為99.84平方千米，當中陸地面積為99.35平方千米，而水域面積為0.49平方千米。當地共有人口997人，而人口密度為每平方千米10人。